# 百済王忠宗
百済王 忠宗（くだらのこにきし ちゅうそう）は、平安時代初期の貴族。位階は従四位上。

## 経歴
桓武朝にて従五位下に叙爵後、延暦23年（804年）伊予介に任ぜられる。
平城朝での動静は不明だが、嵯峨朝に入ると少納言兼左兵衛佐に任ぜられる一方で、弘仁4年（813年）従五位上、弘仁5年（814年）正五位下と昇進した。
淳和朝の天長6年（829年）従四位上に至るが、翌天長7年（830年）5月18日卒去。最終位階は従四位上。

## 官歴
『日本後紀』による。
- 時期不詳：従五位下
- 延暦23年（804年） 正月24日：伊予介
- 時期不詳：少納言
- 弘仁4年（813年） 正月7日：従五位上。正月10日：兼左兵衛佐
- 弘仁5年（814年） 3月1日：正五位下
- 時期不詳：従四位下
- 天長6年（829年） 正月7日：従四位上
- 天長7年（830年） 5月18日：卒去（従四位上）